# Карачи (Оренбург)
Карачи — микрорайон в юго-восточной части Ленинского района города Оренбурга. упразднённое в 1974 году село Оренбургского района Оренбургской области России.

## География
Микрорайон расположен в юго-восточной части Ленинского района.

## История
Образован до 1917 года и отличался хаотичной застройкой и уже обозначен на карте Стрельбицкого 1919 года. Указом Президиума Верховного Совета СССР от 31 июля 1974 года территория села Карачи включена в состав Оренбурга.

## Инфраструктура
В микрорайоне есть школа — МОАУ СОШ № 35, отделение Сбербанка, Почта России, Библиотека, 2 детских сада, а также торговый комплекс «Карачи».

## Транспорт
В границах микрорайона имеются 4 автобусные остановки. Через Карачи проходят маршруты автобусов: № 13, № 14, № 43, № 53, № 10, № 61 Н, № 62 Н, № 83 Н.